# Kenneth Gøtterup
Kenneth Gøtterup (født 6. februar 1970) er en dansk lokalpolitiker som har været borgmester i Dragør Kommune siden 1. januar 2022, valgt for Det Konservative Folkeparti.
Gøtterup har været medlem af byrådet i Dragør Kommune siden 2010. Han blev borgmester i henhold til en konstitueringsaftale indgået mellem Konservative (6 mandater), Socialdemokratiet (3 mandater) og Venstre (2 mandater) efter kommunalvalget 2021.

## Erhverv
Gøtterup er ambulancechef i Hovedstadens Beredskab.